# 2015 في فيجي
فيما يلي قوائم الأحداث التي وقعت خلال عام 2015 في فيجي.

## سياسة

### تعيين في المنصب
- 12 نوفمبر – جورج كونروت قائمة رؤساء فيجي.

### انتهاء فترة المنصب
- 12 أكتوبر – جورج كونروت عضو مجلس نواب فيجي ‏.
- 12 نوفمبر – إبيلي نايلاتيكاو قائمة رؤساء فيجي.

## رياضة
- 1 يناير – دوري فيجي لكرة القدم 2015 الفائز نادي إف سي [الإنجليزية]‏.

## وفيات

### يناير
- 5 يناير – جوي علي (مواليد 1978) ملاكم فيجي.